# Kreissparkasse Miesbach-Tegernsee
Die Kreissparkasse Miesbach-Tegernsee ist eine Sparkasse mit Sitz in Miesbach in Bayern. Ihr Geschäftsgebiet ist der Landkreis Miesbach.

## Organisationsstruktur
Die Kreissparkasse Miesbach-Tegernsee (KSKMT) ist eine Anstalt des öffentlichen Rechts. Rechtsgrundlagen sind das Sparkassengesetz, die bayerische Sparkassenordnung und die durch den Träger der Sparkasse erlassene Satzung. Organe der Sparkasse sind der Vorstand und der Verwaltungsrat.

## Geschäftsausrichtung
Die KSKMT betreibt als Sparkasse das Universalbankgeschäft. Die Kreissparkasse Miesbach-Tegernsee wies im Geschäftsjahr 2023 eine Bilanzsumme von 2,515 Mrd. Euro aus und verfügte über Kundeneinlagen von 1,909 Mrd. Euro. Gemäß der Sparkassenrangliste 2023 liegt sie nach Bilanzsumme auf Rang 196. Sie unterhält 21 Filialen/Selbstbedienungsstandorte und beschäftigt 325 Mitarbeiter.

## Sparkassen-Finanzgruppe
Die Kreissparkasse Miesbach-Tegernsee ist Teil der Sparkassen-Finanzgruppe. Sie vertreibt daher z. B. Bausparverträge der LBS, offene Investmentfonds der Deka und vermittelt Versicherungen der Versicherungskammer Bayern. Die Bayerische Landesbank ist die Zentralbank der Sparkassen.

## Miesbacher Sparkassenaffäre
2014 – nach dem Rücktritt des langjährigen Landrates Jakob Kreidl (CSU) – wurde bekannt, dass Ex-Sparkassenchef Georg Bromme um das Jahr 2008 Ferienwohnungen für Mitarbeiter der KSK Miesbach-Tegernsee in Italien angemietet hatte.
Die Staatsanwaltschaft wirft (Stand März 2018) Bromme, Kreidl und anderen vielfache Untreue und Vorteilsgewährung beziehungsweise -annahme vor.
Die Angeklagten sollen der KSKMT zwischen 2008 und 2013 einen Schaden von 1,25 Millionen verursacht haben, u. a. durch teure Ausflüge, Feiern und Reisen.